# Băile Tușnad
Băile Tușnad (in ungherese Tusnádfürdő , in tedesco Bad Tuschnad) è una città della Romania di 1 678 abitanti, ubicata nel distretto di Harghita, nella regione storica della Transilvania.
Fa parte dell'area amministrativa anche la località di Carpitus.
La maggioranza della popolazione (quasi il 95%) è di etnia Székely.
Con i suoi 1 678 abitanti (al 1º luglio 2007), Băile Tușnad è la più piccola entità amministrativa della Romania con lo status di città, ottenuto nel 1968 grazie alla sua importanza quale centro termale.
L'attività termale nacque nella seconda metà del XIX secolo e le proprietà delle acque della zona vennero notate grazie alla guarigione, all'epoca ritenuta miracolosa, di un giovane pastore. Dopo quell'evento, venne costituita una società per lo sfruttamento delle acque.
Nella zona sono presenti 44 sorgenti di acque termali, utilizzate sia per assunzione diretta, in particolare per disturbi cardiovascolari, digestivi ed epatici, sia per trattamento esterno, soprattutto per reumatismi e problemi al sistema motorio. Lo stabilimento termale ha una capacità di trattamento di 800 pazienti al giorno.

## Amministrazione

### Gemellaggi
- Jánoshalma, dal 1998[1]